# Сергиевский сельсовет (Умётский район)
Сергиевский сельсовет — муниципальное образование со статусом сельского поселения в составе Умётского района Тамбовской области России.
Административный центр — деревня Ильинка.

## История
В соответствии с Законом Тамбовской области от 17 сентября 2004 года № 232-З установлены границы муниципального образования и статус сельсовета как сельского поселения.

## Население
| 2010 | 2012 | 2013 | 2014 | 2015 | 2016 | 2017 |
| ---- | ---- | ---- | ---- | ---- | ---- | ---- |
| 801  | ↘788 | ↘761 | ↘740 | ↘723 | ↘692 | ↘669 |
| 2018 | 2019 | 2020 | 2021 |      |      |      |
| ↘642 | ↘627 | ↘590 | ↗600 |      |      |      |

## Состав сельского поселения
| № | Населённый пункт                  | Тип населённого пункта          | Население |
| - | --------------------------------- | ------------------------------- | --------- |
| 1 | Ильинка                           | деревня, административный центр | ↘285      |
| 2 | Козловка                          | деревня                         | ↗2        |
| 3 | Сергиевка                         | село                            | ↗204      |
| 4 | Совхоза «Софьинский», 1-й участок | посёлок                         | ↘178      |
| 5 | Совхоза «Софьинский», 2-й участок | посёлок                         | ↘11       |
| 6 | Ядровка                           | деревня                         | ↗95       |